# Giovanni Pietro de Pomis
Giovanni Pietro de Pomis (Lodi, ca.1565 o 1569/70 - Graz, 6 de marzo de 1633) fue un pintor, medallista, arquitecto y maestro y constructor de fortalezas italiano. Sus obras muestran una marcada influencia del manierismo tardío.

## Biografía

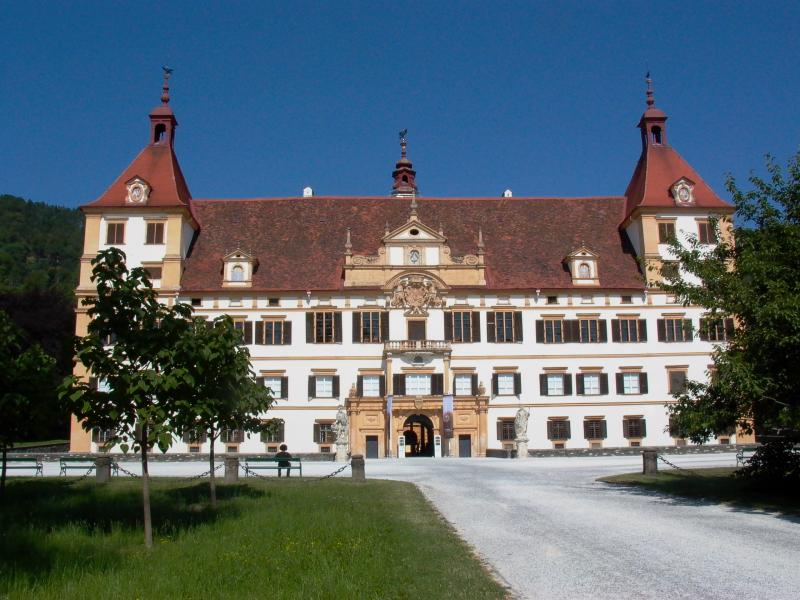
Fachada del castillo Eggenberg

Giovanni Pietro De Pomis nació en Lodi, Lombardía. Aparentemente fue pupilo del veneciano Jacopo Tintoretto. De 1588 a 1595, antes de llegar a Graz, de Pomis sirvió como pintor de cámara para Fernando II, archiduque de Austria en el condado de Tirol (no debe confundirse con Fernando II, emperador del Sacro Imperio Romano que fue el patrón posterior de De Pomis). El 25 de octubre de 1595 de Pomis se casó con Judith Anna Dermoyen, la hija de un maestro de tapicería de la corte neerlandesa. En ese mismo año, su hijo Johannes Baptist vino al mundo. Fue seguido por su hermana Elisabeth en 1596. De Pomis y su esposa tuvieron un total de 13 hijos; algunos de ellos muertos a una edad temprana. Ambos hijos, Johannes Baptist y Johann Nikolaus, murieron en la Guerra Larga turca.
En 1595, el artista italiano fue nombrado artista de la corte bajo el archiduque Fernando (más tarde Fernando II, emperador del Sacro Imperio Romano) en la capital del ducado de Estiria, Graz. Viajando con su patrón a Roma y a Loreto, y con la madre de Fernando, la archiduquesa María, a España, de Pomis se hizo muy conocido de su posterior comitente, Hans Ulrich von Eggenberg, estadista austriaco y futuro Gubernator de Austria Interior. Probablemente en ese viaje a España hizo bocetos de El Escorial, que le sirvió de modelo para el castillo Eggenberg. En 1600 el artista recibió su propio escudo de armas. En 1601 fue empleado como ingeniero militar en el séquito de Fernando en  Groß-Kanizsa. Además de su actividad como pintor, medailleur y arquitecto, también fue maestro de obras de fortaleza en Görz, Trieste, Gradisca y Fiume.
En 1619, fundó la Cofradía de Pintores en Graz y fue seleccionado para la junta directiva. Fernando II le otorgó la nobleza el 10 de febrero de 1623 en Ratisbona. Esta confirmación de nobleza, también proporcionó una mejora al escudo de armas y le dio a Pomis el título de von Truiberg. Los últimos años de la vida del artista de la corte se vieron empañados por una apropiación indebida de fondos de construcción (1630) y discrepancias con la sala de la corte. El 6 de marzo de 1633 a la edad de 63 años, después de largos años de enfermedad, Giovanni Pietro de Pomis murió en Graz,  y fue enterrado en la misma ciudad en unade sus propias obras, la iglesia de Mariahilferkirche. Le sobrevivieron su viuda y cuatro hijas.
Entre sus obras más famosas se encuentran el mausoleo de Ruprecht von Eggenberg en Ehrenhausen, el ya citado castillo Eggenberg en Graz, que diseñó con la ayuda de su príncipe, Hans Ulrich von Eggenberg, la iglesia de la Mariahilferkirche en Graz, que también alberga la cripta de la familia Eggenberg y que fue renovado más tarde por Joseph Hueber,  así como la iglesia de Graz de Santa Catalina de Alejandría y el Mausoleo adjunto de Fernando II, emperador del Sacro Imperio Romano que no se completó en la vida de De Pomis, pero que fue terminado por Johann Bernhard Fischer von Erlach a instancias del nieto de Fernando, Leopoldo I, emperador del Sacro Imperio Romano.

## Trabajos seleccionados
Arquitectura

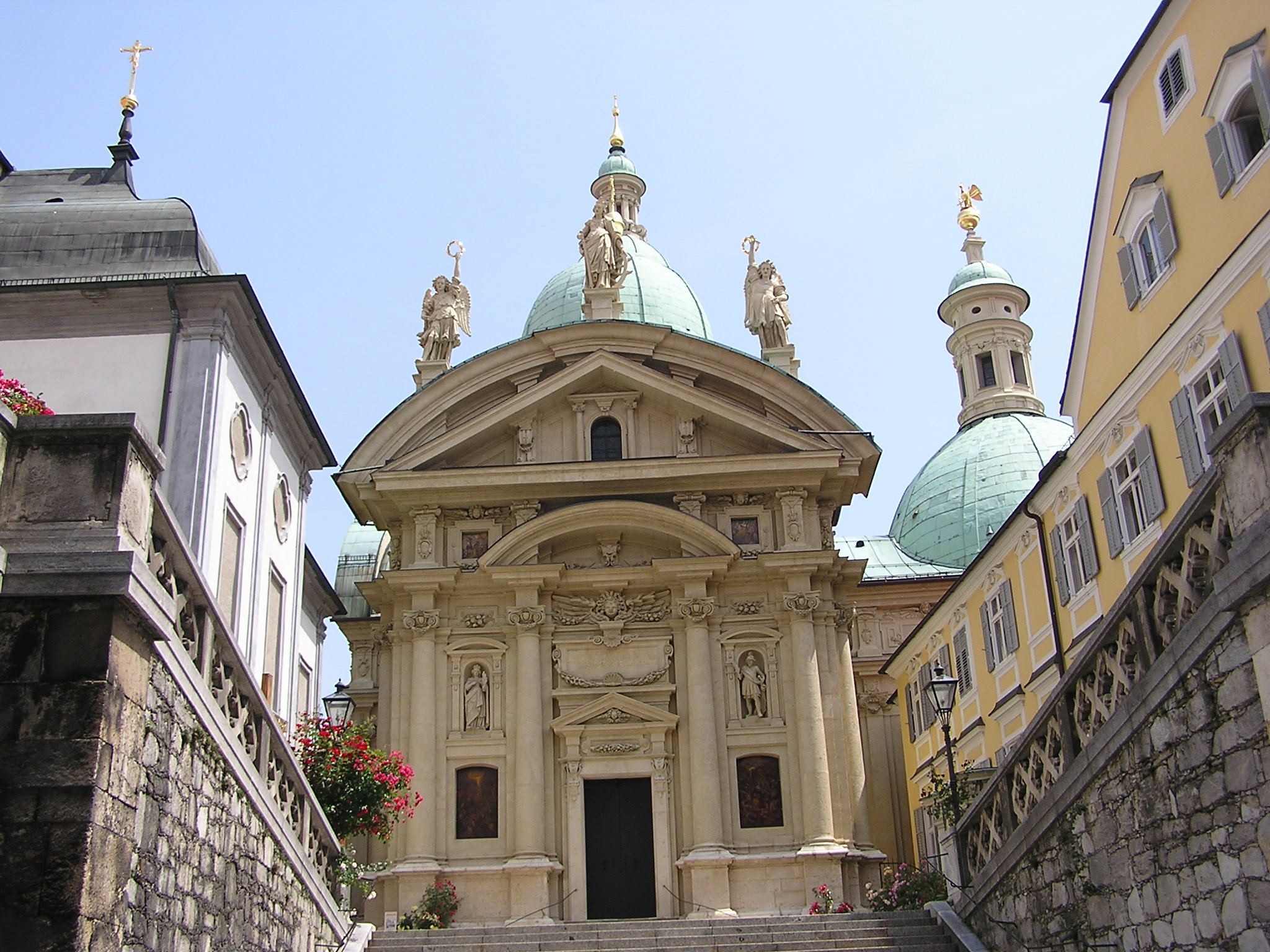
Fachada de la iglesia de Santa Catalina de Alejandría (1614-?) con cúpula del mausoleo adjunto del emperador Fernando II a la derecha

- Mariahilferkirche (Graz) (1607-1611)
- Katharinenkirche und Mausoleum (Graz)
- Castillo Eggenberg, en Graz
- Sacristía en la catedral de Graz
- Mausoleo de Ruprecht von Eggenberg en Ehrenhausen (1609-?)
- Wallfahrtskirche zum hl. Antonius von Padua en Radmer, Estiria
- Castello di San Giusto en Trieste (1615 1630)

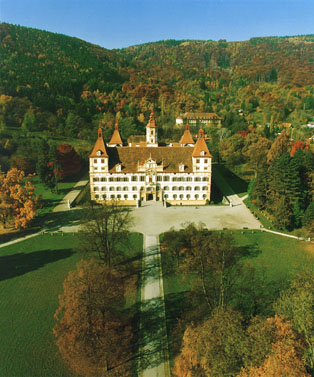
Vista aérea del castillo Eggenberg, de Graz
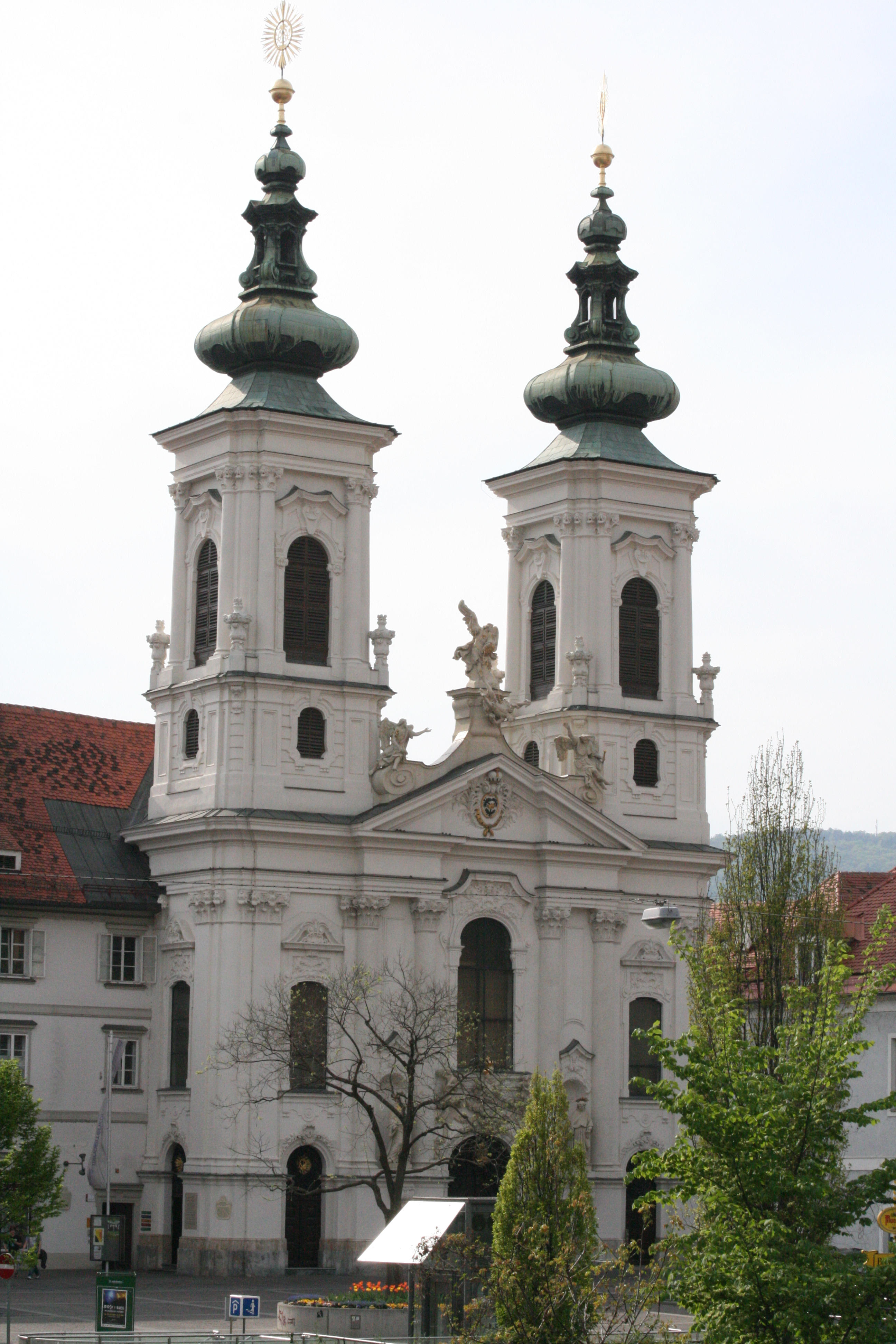
Mariahilferkirche Graz
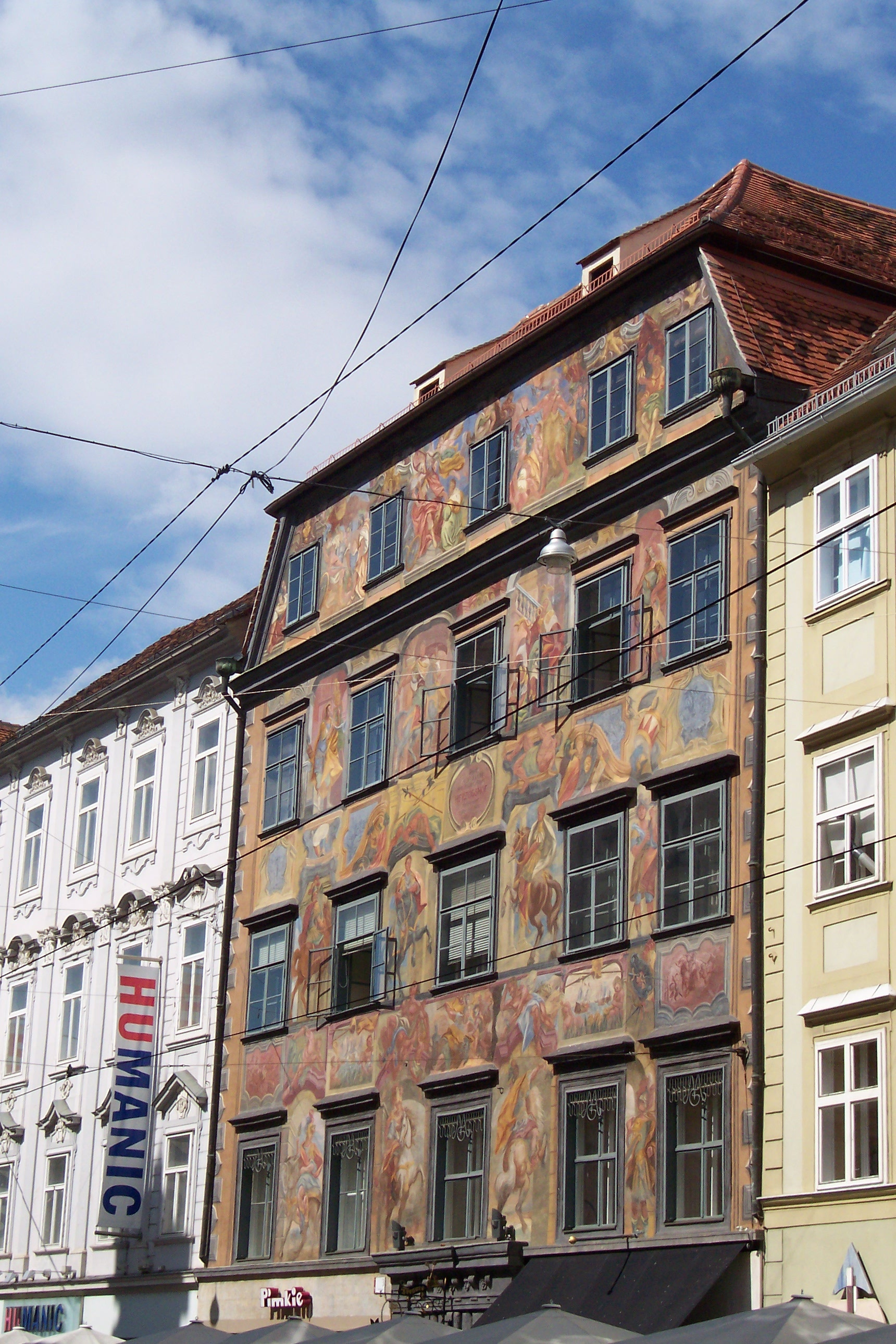
Fachada de la Gemaltes Haus [Casa pintada], también conocida como "Herzogshofs" en Graz
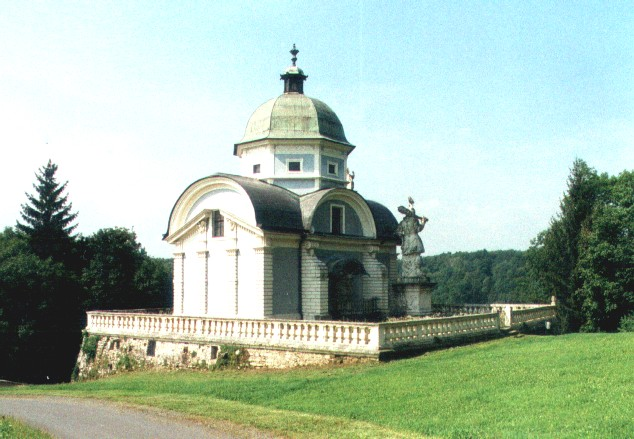
Mausoleo de Ruprecht von Eggenberg en el Schlossberg a Ehrenhausen
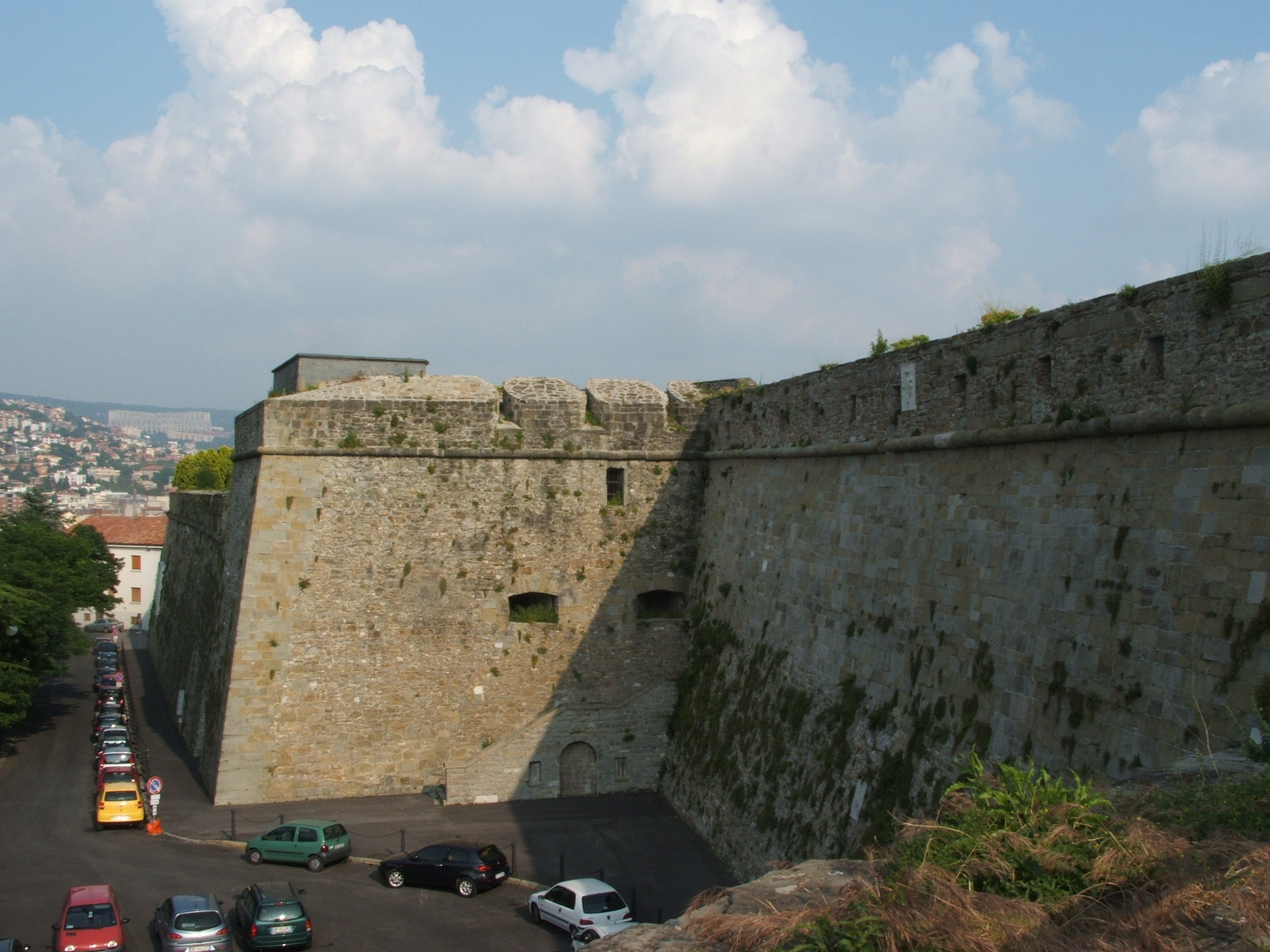
Castello di San Giusto en Trieste (1615 1630)

Pinturas
- Pinturas originales de la fachada de Herzogshofs, en Graz
- Pinturas del altar en la catedral de Graz
- Pinturas del altar en la iglesia de Antoniuskirche (Graz)
- Retrato de Hans Ulrich von Eggenberg, en la  Alte Galerie del  Joanneum en el castillo Eggenberg (Graz)
- Archiduque Fernando como luchador por una causa justa, en la  Alte Galerie

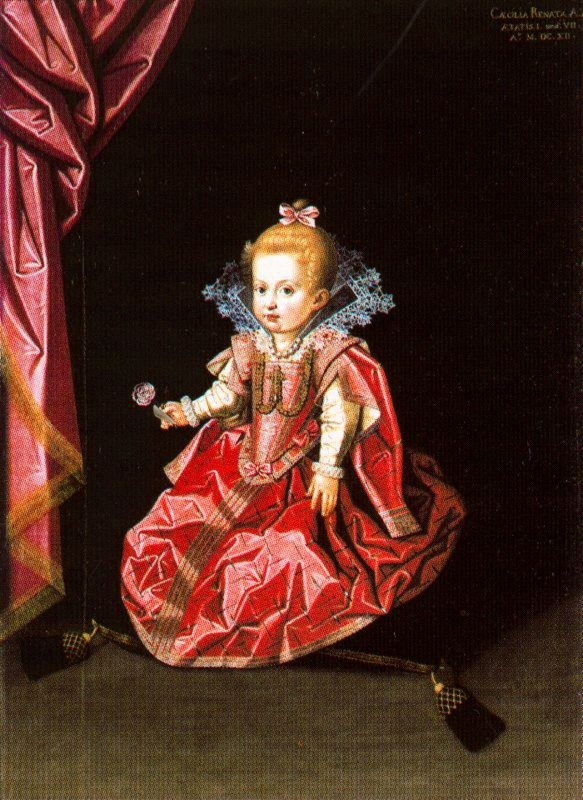
Retrato de Cecilia Renata de Austria (1612)
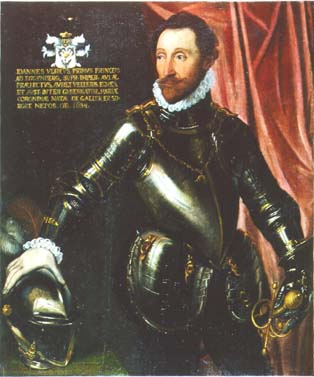
Retrato de Hans Ulrich von Eggenberg (ca. 1615)
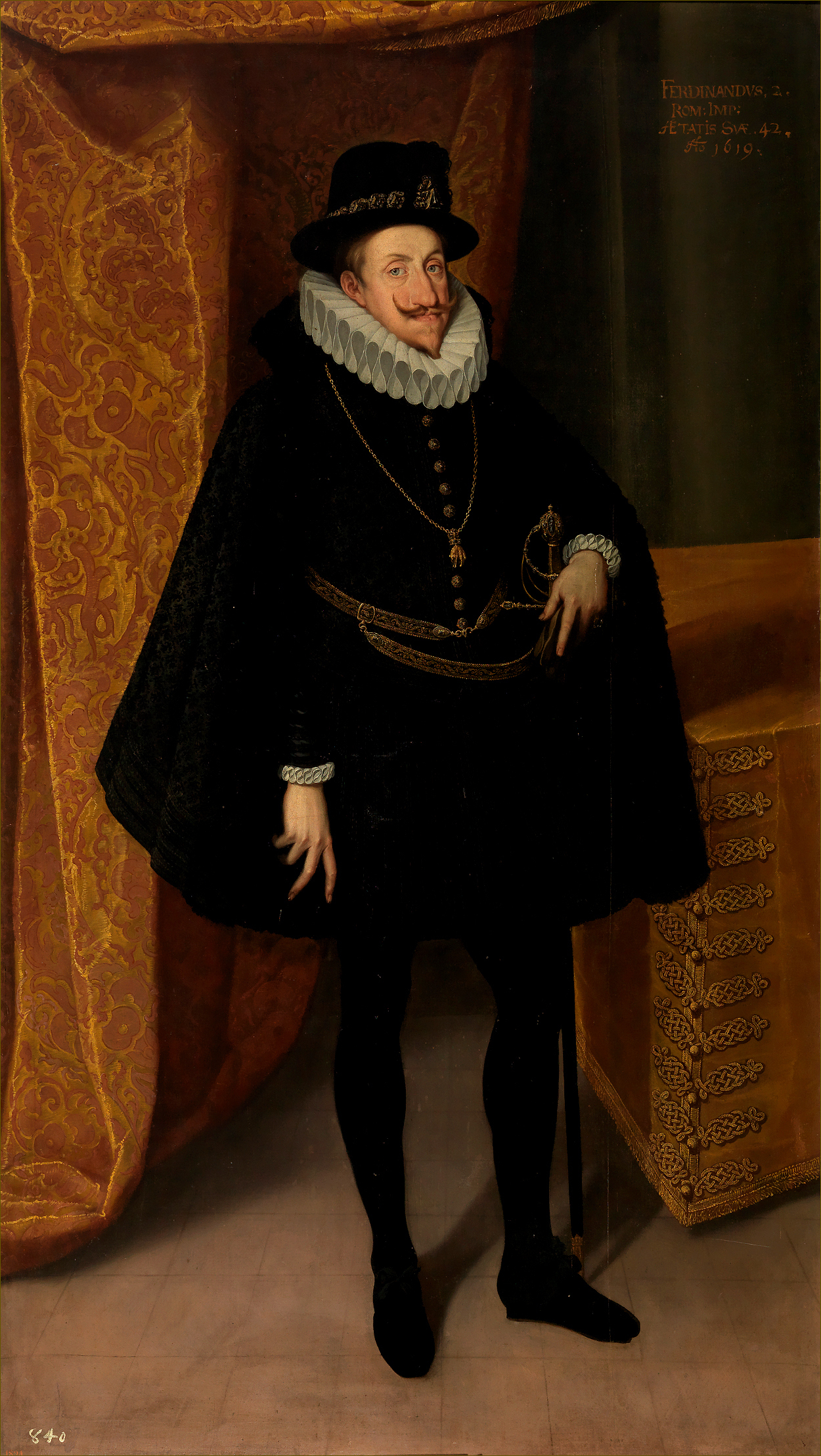
Retrato del emperador Fernando II (1619)
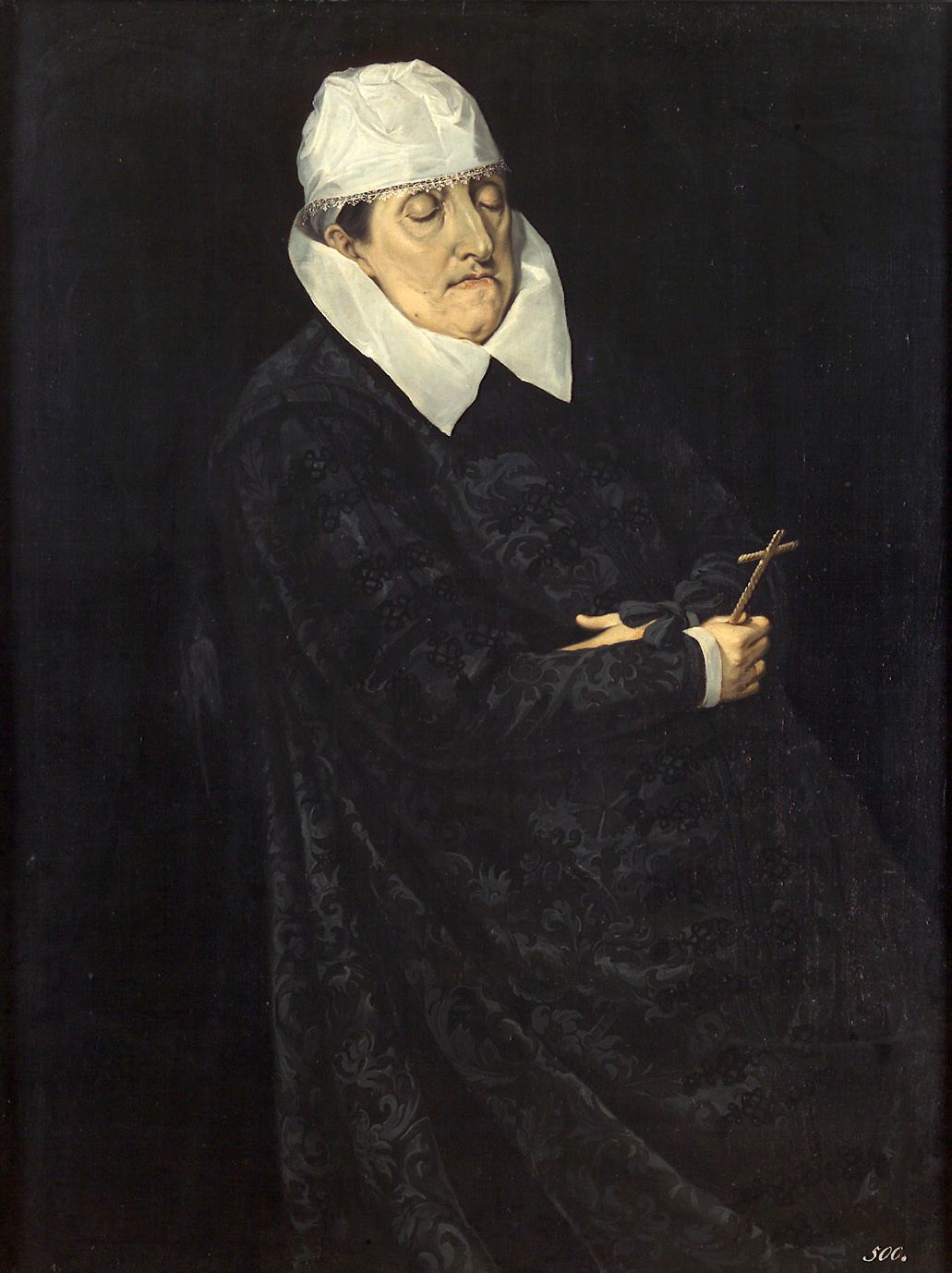
Archiduquesa María Ana de Baviera, esposa de Carlos II, archiduque de Austria  en el lecho de muerte
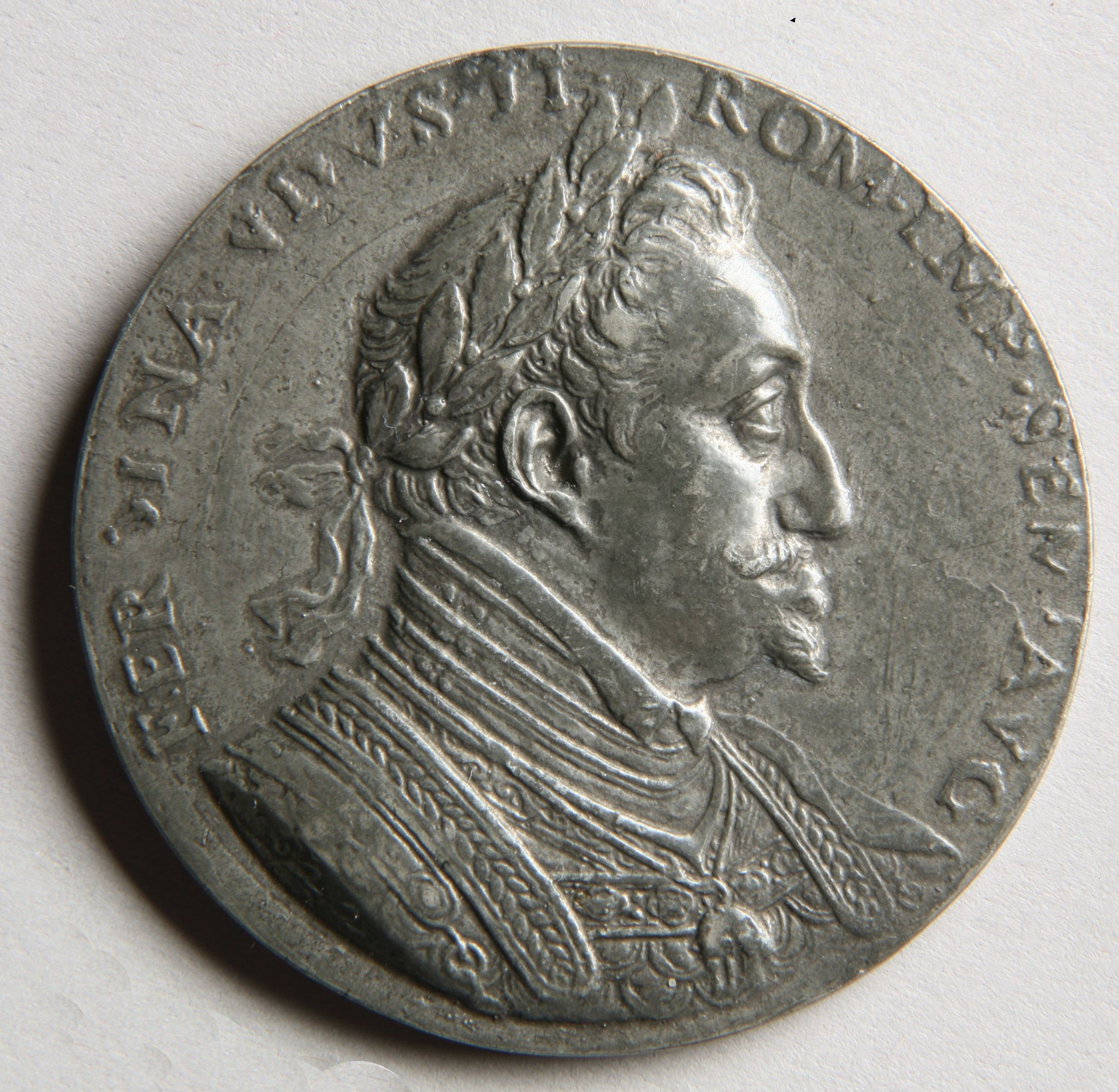
Medallón conmemorativo de la  batalla de la Montaña Blanca con el retrato del emperador Fernando II